# Bjørnøya
Bjørnøya („Medve-sziget”) a Norvégiához tartozó Svalbard legdélebbi szigete. A Barents-tenger nyugati részén fekszik, nagyjából félúton Spitsbergen és az Északi-fok között.
A szigetet Willem Barents és Jacob van Heemskerk holland felfedezők fedezték fel 1596. június 10-én. Egy közelben úszó jegesmedvéről nevezték el. Senkiföldjének számított egészen 1920-ig, amikor a Svalbardi Egyezmény norvég szuverenitás alá helyezte.
Távoli fekvése és puszta természeti adottságai ellenére az elmúlt évszázadokban többféle gazdasági tevékenység – szénbányászat, halászat, bálnavadászat – helyszíne volt. Ennek ellenére soha nem létesült huzamosabb ideig lakott település, a telepek mindig csak néhány évig működtek. Jelenleg egyetlen lakói a Herwighamna meteorológiai állomás személyzete. A környező vizekkel együtt 2002-ben természetvédelmi területté nyilvánították.

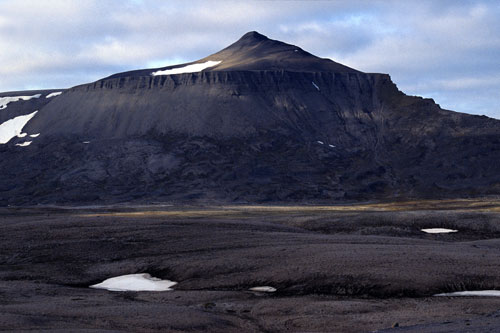
A sziget legmagasabb pontja, a Miseryfjellet hegységben található Urd (536 m)

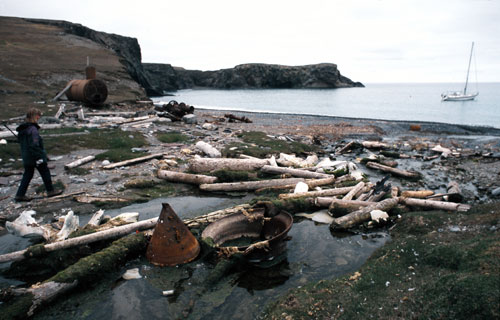
20. század eleji bálnavadász-állomás maradványai a sziget délkeleti részén, Kvalrossbuktában

## Földrajz
Bjørnøya felszíne nagyrészt sík, a déli részén található kisebb hegyek kivételével. Legmagasabb pontja a Miseryfjellet hegységben található Urd (536 m). 176 km²-es területén elszórtan 600 kis tó található.

### Éghajlat
Az időjárási körülmények még nyáron is kemények. A sarki éjszaka télen három hónapig tart.

### Élővilág, természetvédelem
A jegesmedvék biztonsági problémát jelentenek az állomás személyzete számára, mivel a téli időszakban gyakran felkeresik az állomást. Az állomást kutyákkal őrzik, a személyzetnek pedig mind a jelzőpisztoly, mind a puska kötelező felszerelése.

## Történelem
Az első meteorológiai állomást a tromsøi geofizikai intézet létesített 1918-ban. Egy évvel később a Bjørnøen A/S szénbányatársaság megépítette a rádióadót. Miután a szénbányászat befejeződött, a Storting 1932. július 1-től a sziget irányítását és a rádióállomást a Norvég Meteorológiai Intézetre ruházta. A meteorológiai állomás modern eszközökkel van ellátva, legújabb épülete 1994-ben épült.

## Közlekedés
Bjørnøyán nincs elég nagy kikötő a teherhajók fogadására, mólójánál csak csónakok tudnak kikötni. A parti őrség júniusban és szeptemberben szállít ellátmányt a szigetre, ekkor a horgonyzó hajóról csónakokkal hordják partra a rakományt. Az év fennmaradó részében a parti őrség és mentőhelikopterek biztosítják a közlekedést az igényeknek megfelelően.
A sziget fekvése nagy jelentőséget ad neki a helikopter-közlekedésben, mivel leszállási és üzemanyag-újratöltési lehetőséget biztosít a járművek számára. Enélkül Svalbard helikopteres megközelítése lehetetlen lenne.

## Fordítás
- Ez a szócikk részben vagy egészben a Bear Island (Norway) című angol Wikipédia-szócikk ezen változatának fordításán alapul.  Az eredeti cikk szerkesztőit annak laptörténete sorolja fel. Ez a jelzés csupán a megfogalmazás eredetét és a szerzői jogokat jelzi, nem szolgál a cikkben szereplő információk forrásmegjelöléseként.